# Psilogramma sundana
Psilogramma sundana là một loài bướm đêm thuộc họ Sphingidae. Loài này có ở Sunda ở Indonesia.